# OpenGeoServices
OpenGeoServices es un proyecto tecnológico para el desarrollo de soluciones asociadas a la gestión del territorio basadas en software libre. Surge a partir de una iniciativa PROFIT-Tractor (Programa de Fomento de la Investigación Técnica) financiada por el Ministerio de Industria, Turismo y Comercio de España en el año 2007: GIS4GOV, Plataforma abierta para el desarrollo de una nueva generación de servicios web y procesos basados en información espacial.
Los resultados de este proyecto han sido liberados y están disponibles para cualquier administración pública u otra organización que requiera de un Sistema de Información Geográfica, adecuando la configuración de la plataforma a la cartografía existente de su municipio.

## Marco legal y plataforma
OpenGeoServices nace al amparo de las normas generales en materia de armonización, difusión y utilización de la información geográfica y de interoperabilidad entre sistemas de la iniciativa INSPIRE (Infrastructure for Spatial Information in Europe), convertida en Directiva de obligado cumplimiento.
La plataforma OpenGeoServices permite la reunificación de la información geográfica de diferentes instituciones en un repositorio común, permitiendo mediante un IDE, la publicación de las mismas y la integración con las funcionalidades de los backoffice creando geoservicios. Está dotada de un módulo de control de usuarios almacenados en bases de datos relacionales y LDAP. La plataforma sigue los estándares  OGC (Open Geospatial Consortium) de modo que permite la intercomunicación interna y externa con otros IDEs, formando un nodo de la IDEE (Infraestructura de Datos Espaciales de España). Los estándares soporta contemplan llamadas WMS (Wep Map Service), WFS (Web Feature Service) y WCS (Web Coverage Service).

## Tecnología
OpenGeoServices es una plataforma J2EE desarrollada con componentes de software libre. Permite la realización de conectores con backoffices, haciendo uso de la información tradicional y la basada en el territorio. Posee un control de usuarios interno y contra estructuras LDAP, de forma que la visualización y edición de la información puede ser controlada a nivel de usuario. Está desarrollada en Java, compatible con especificaciones J2EE con una arquitectura orientada a servicios (SOA), bus de servicios web (SOAP) e intercambio de datos XML.
Se compone de:
- Plataforma J2EE para el desarrollo de geoservicios
- MapServer
- Mapbuilder
- PostgresSQL, PostGIS, BD relaciones acceso JDBC
- Edición mediante gvSIG
- Servidor web Tomcat

Funcionalmente permite:
- Funcionalidades básicas de mapas
- Gestión de zonas wifis y planeamientos
- Gestión de eventos, incidencias y flotas municipales
- Consulta de fichas catastrales
- Integración con comercio local

## Comunidad de desarrollo
La comunidad de software libre que sustenta al proyecto OpenGeoServices está integrada por miembros de los ejes presentes en la innovación tecnológica: administraciones públicas españolas y empresas privadas. Los resultados del proyecto se incluyen dentro de los grupos de trabajo IDEE (Infraestructura de Datos Espaciales de España) del Consejo Superior Geográfico del Ministerio de Fomento de España dentro del proyecto integrador de las iniciativas de las instituciones productoras de información geográfica, desarrollando modelos descentralizados y transparentes a los usuarios.